# Riva Valdobbia
Riva Valdobbia (Riifu in walser, La Riva in piemontese) è una frazione di 265 abitanti di Alagna Valsesia, situata in alta Valsesia, nella provincia di Vercelli, in Piemonte. In origine comune autonomo, il 1º gennaio 2019 ha cessato di esistere per l'incorporazione nel confinante comune di Alagna Valsesia.

## Geografia fisica

### Territorio
Piccola frazione collocata in Val Grande, la valle principale della Valsesia, tra Mollia e Alagna Valsesia, è una interessante località turistica dotata di un anello per lo sci di fondo. Alcuni km prima di entrare in paese è possibile osservare in tutta la sua maestosità la parete sud-est del Monte Rosa, che non è visibile invece da Alagna Valsesia.
A ovest di Riva Valdobbia si apre la splendida Val Vogna, valle laterale solo in piccola parte percorsa da strade, che collega Riva Valdobbia con Gressoney-Saint-Jean attraverso il colle di Valdobbia. Sul colle si sorge il rifugio Ospizio Sottile, costruito nell'Ottocento per dare riparo ai viandanti. Di recente è stato completamente ristrutturato.
La via del colle era frequentata da persone che andavano a lavorare all'estero, soprattutto in Francia (Savoia e Tarentasia). Le frequenti disgrazie che colpirono gli emigranti, sorpresi dal brutto tempo e dalle valanghe, di ritorno dai lavori estivi all'estero, spinsero alla costruzione di un primo provvisorio rifugio, che fu in seguito sostituito dall'Ospizio, dedicato al canonico Nicolao Sottile che ne era stato uno dei promotori. Il suono della campana collocata sulla facciata del piccolo edificio serviva a indicare, con la nebbia o con il buio, la via ai viandanti in difficoltà.
Nella lingua locale "andare in obbia" (da cui Valdobbia) significava andare incontro ai parenti di ritorno.

## Origini del nome
Il nome 'Riva' deriva dalla posizione del centro cittadino sul bordo della terrazza morenica che precipita alla confluenza tra il Sesia e la Vogna.
Il termine 'Valdobbia', ripreso dall'omonimo colle, ha offerto spunto per varie interpretazioni.
La volgata popolare usa appunto la spiegazione del 'andare in obbia', (lobbia, poggiolo): affacciarsi in attesa dei parenti, e questa teoria è ripresa anche dal Tonetti. Ma il termine 'Valdobbia' esiste nei documenti da molto prima che la Via d'Aosta fosse una regolare via di transito.
De Saussure, per assonanza col francese doubler, propose Val (che) Doppia, che permette di superare lo spartiacque tra la Valsesia e la Valle del Lys. Precedentemente Amé Gorret ha supposto che trattasi di Val Dubbia, in quanto contesa tra i coloni delle comunità di Gressoney e Valsesiane con alterne fortune.
La radice è rintracciata in un documento che assegna le terre al di là del colle che si raggiunge passando per 'Verdobi', l'attuale Òbrò Verdebiò (ted. Verdebien), a valle del capoluogo di Gressoney-Saint-Jean.

## Storia
Nucleo abitato fondato da gruppi di coloni Walser provenienti da Gressoney-Saint-Jean: la frazione Peccia era già abitata nel 1325.
L'alpe Maccagno, un alpeggio dell'ex comune di Riva Valdobbia collocato a quasi 2200 metri di quota in testata della val Vogna, diede il nome all'omonimo formaggio.

### Simboli
Lo stemma di Riva Valdobbia era stato concesso con decreto del presidente della Repubblica del 7 ottobre 1963.

## Monumenti e luoghi d'interesse

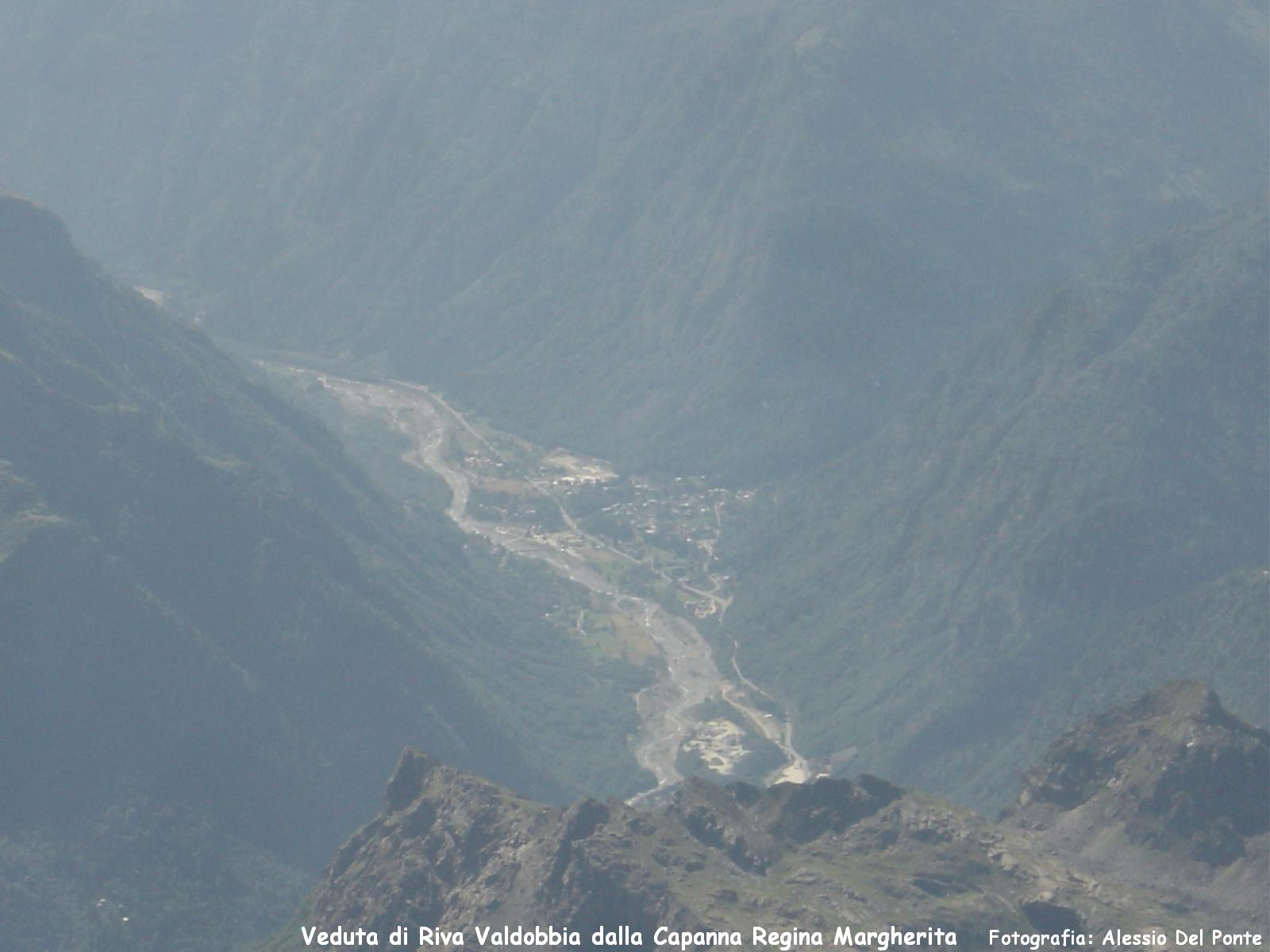
Veduta di Riva Valdobbia dalla Capanna Margherita

La chiesa parrocchiale dedicata a San Michele è considerata monumento nazionale: essa riveste un singolare interesse artistico, sia per il grandioso affresco che ne ricopre interamente la facciata, sia per le opere di arte sacra che vi sono conservate al suo interno, a testimonianza della importante tradizione artistica e devozionale che ha caratterizzato per secoli la cultura della Valsesia.

## Società

### Evoluzione demografica
Abitanti censiti

### Etnie e minoranze straniere
Gli stranieri residenti nel comune sono 11, al 31 dicembre 2013.

## Infrastrutture e trasporti
Riva Valdobbia è servita dalla autolinea Vercelli - Gattinara - Borgosesia - Varallo - Alagna esercita da A.T.A.P. Il centro è poi attraversato dalla ex-Strada Statale 299 (oggi provinciale), che collega Novara e la pianura con la Valsesia.